# Pyroxferroiet
Het mineraal pyroxferroiet is een ijzer-mangaan-silicaat met de chemische formule Fe2+6Mn2+Si7O21. Het behoort tot de inosilicaten.

## Eigenschappen
Het doorzichtige tot doorschijnend kleurloze, gele of oranje pyroxferroiet heeft een glasglans, een witte streepkleur en de splijting is perfect volgens het kristalvlak [110] en slecht volgens [010] en [001]. Pyroxferroiet heeft een gemiddelde dichtheid van 3,72 en de hardheid is 4,5 tot 5,5. Het kristalstelsel is triklien en het mineraal is niet radioactief.

## Naamgeving
De naam van het mineraal pyroxferroiet is afgeleid van de samenstelling (ferro = "ijzer") en de gelijkenis met pyroxeen.

## Voorkomen
Pyroxferroiet is een mineraal dat voornamelijk voorkomt in gabbro's en aanverwante gesteenten. De typelocatie is de Mare Tranquillitatis op de Maan en de Isanago mijn in de Kioto prefectuur, Japan.